# 3551 Verenia
3551 Verenia è un asteroide near-Earth del diametro medio di circa 0,9 km. Scoperto nel 1983, presenta un'orbita caratterizzata da un semiasse maggiore pari a 2,0928691 au e da un'eccentricità di 0,4870821, inclinata di 9,50953° rispetto all'eclittica.
L'asteroide è dedicato all'omonima vestale. La scelta venne fatta poiché l'asteroide era il primo di classe V dopo 4 Vesta, così come Verenia fu una delle prime quattro vestali nominate da Numa Pompilio.